# سفارة روسيا في ألمانيا
سفارة روسيا في ألمانيا هي أرفع تمثيل دبلوماسي لدولة روسيا لدى ألمانيا. تقع السفارة في ميته وهي تهدف لتعزيز المصالح الروسية في ألمانيا.

## وصلات خارجية
- الموقع الرسمي
- قائمة سفارات روسيا
- قائمة السفارات في ألمانيا